# 闘将スパルタカス
『闘将スパルタカス』（とうしょうスパルタカス、原題：Il figlio di Spartacus / The Slave / The Son of Spartacus）は、1962年制作のイタリア映画。
スパルタクスをモチーフにした冒険アクション映画（ソード&サンダル）で、スパルタクスの遺児が活躍するという設定。セルジオ・コルブッチ監督。

## あらすじ
紀元前48年、エジプト征服を成し遂げたジュリアス・シーザーは、手柄を立てた部下のランダスに悪政が噂されている総督クラッサスの探索を命じる。
ランダスは船でリシアに向かった。途中、霧のため船が座礁、その衝撃で同乗していた女奴隷のサイダが海中に転落してしまう。ランダスは海へ飛び込み彼女を助けるが、船は2人を置いて去ってしまう。その後2人は海岸に泳ぎ着くが、奴隷商に捕まり、売られることに。
ランダスはその中でギューラーという男と知り合う。彼はランダスがお守りに下げているペンダントを見て、何かに気づく。やがてランダスは奴隷たちの暴動に乗じて脱走、ある場所に向かう。
そこは砂漠の真ん中にある遺跡で、その奥には彼が下げているペンダントと同じ宝石がはめ込まれた兜を始め、剣、盾、肩当てなど、剣闘士の装備一式が置かれていた。
ランダスが気づくと、遺跡の周囲は民衆に囲まれており、ギューラーもその中にいた。この遺跡はかつて反乱を起こしたものの、鎮圧されて処刑された奴隷で剣闘士のスパルタクスの墓で、ランダスの下げているペンダントは彼がスパルタクスの遺児である証であった。ランダスは民衆からクラッサスこそが父の仇であると教えられたうえで、我々のために立ち上がってほしいと求められる。
それからまもなくして、謎の覆面剣闘士によって奴隷使用者が襲撃される事件が続発するようになる。その現場には決まって「S」の文字が書き残されていた。
ある夜、覆面剣闘士がクラッサスの館に忍び込む。しかし罠にはまり、覆面剣闘士は捕えられた。その正体はランダスだった。書き残されていた「S」の文字はスパルタクスの頭文字だった。
ランダスは護送中に民衆の助けで脱走、ギューラーたちも応援に駆けつけ、ついに闘いが始まる。激闘の末、ランダスはクラッサスを倒した。
そこへシーザーが大軍を率いて現れ、彼らは降伏した。シーザーはランダスを十字架にかけようとしたが、ギューラーや新総督らは助命を懇願、シーザーはこれを聞き入れ、二度と反乱を起こさないとの条件でランダスを赦した。
ランダスは父の墓に向かい、剣闘士の装備一式を元の場所に置いて去った。

## キャスト

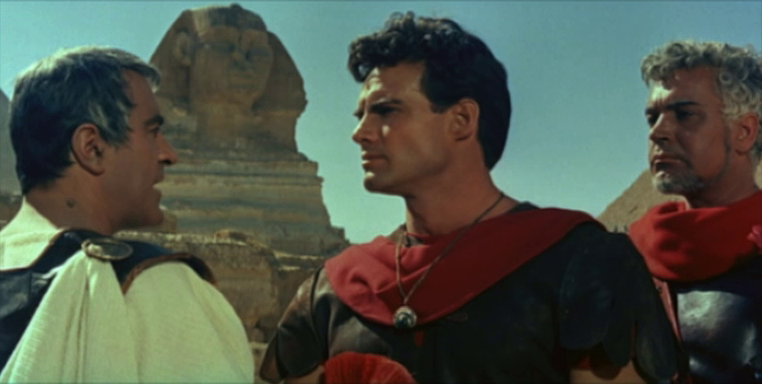
映画のワンシーン。中央が主演のスティーヴ・リーヴス。

- ランダス：スティーヴ・リーヴス（吹替：堀勝之祐）
- クローディア：ジャンナ・マリア・カナーレ（吹替：来宮良子）
- ヴェティアス：ジャック・セルナス（吹替：山田康雄）
- クラッサス：クラウディオ・ゴーラ
- ギューラー：エンツォ・フィエルモンテ
- サイダ：オンブレッタ・コーリ
- ジュリアス・シーザー：イヴォ・ガラーニ

- テレビ放映：テレビ朝日「日曜洋画劇場」 1970年10月25日
- DVD：ワーナー・ブラザース　ホームエンターテイメント発売